# 薬丸兼福
薬丸 兼福（やくまる かねとみ）は、江戸時代前期の薩摩藩士。薬丸兼陳の子。

## 経歴
父の薬丸兼陳に示現流を学び、東郷重方の子、東郷重次（善介）と相打ちの腕前と自称した。兼福は文武に優れ、細工奉行を務めた。さらに、兵具奉行就任の打診があったが、知行高が足りないという理由で断っている。しかしながら、この謙遜は宝永年間に薩摩藩の家格決定の際に薬丸家が家格小番になれない原因となる。
男子に恵まれなかったので何度か養子を取った。
まず、甥で黒葛原俊宗の次男、周助忠長を養子として、半介武兼と改めさせる。しかし、天和2年に黒葛原家の長男忠朝が死去したために、黒葛原家に戻る。示現流の達人として知られた黒葛原可山である。
次に天和4年（1684年）に薬丸半左衛門の嫡子、次兵衛を養子としたが、兼福より先に死去する。結局、甥で黒葛原俊宗の三男、周次郎に落ち着いた。薬丸兼慶である。
墓所は曹洞宗医王山薬王寺（『鹿児島士人名抄録』参照）。薬師堂。現在、南林寺由緒墓に墓が移り、薩摩藩の日置流弓術初代師範であった東郷重尚と児玉利常の墓の間に墓石がある。

## 備考
1. ↑  詳細は薬丸兼慶の項参照
2. ↑  通称は周右衛門。黒葛原氏は伊集院氏分流。初め、諱は忠澄であったが、宗家伊集院家の令達により、正徳3年（1713年）夏に俊宗に改名する。
3. ↑  「万治2年万治鹿府高帳写」にある石高30石の薬丸半左衛門の事か。
4. ↑  曹洞宗玉龍山福昌寺の末寺である。旧薩摩藩領内の他の寺同様に明治初期に廃仏毀釈のため、廃寺。
5. ↑  太原久雄「南林寺に蔵む」参照。